# Église Saint-Joseph de l'Île Surette
Pour les articles homonymes, voir Église Saint-Joseph.
L’église Saint-Joseph de l’Île Surette est la plus ancienne église catholique encore existant dans le comté de Yarmouth, en Nouvelle-Écosse, Canada. Elle fut bâtie en 1859.
La paroisse Saint-Joseph comprend de nos jours l’Île-des-Surette et l’Île-Morris. Le 15 août 2009 a été fêté le 150e anniversaire de la paroisse Saint-Joseph.

## Histoire
Cette église paroissiale, devenue une desserte en 1901 pour accueillir les fidèles en attente de la construction de l’église des Buttes Amirault, n’a pas connu le même sort que les autres églises primitives pour avoir été la seule à avoir été préservée dans le comté de Yarmouth.
Elle reçoit son premier curé résidant en 1896, celui de Buttes-Amirault, le Père Émile Hamelin, qui dessert les deux paroisses. La première église remonte à 1859. M. Luxime Bourque y ajouta le clocher en 1904 au temps du père Hamelin.
Plusieurs prêtres viennent desservir Saint-Joseph sur près de cinquante ans. Le père Manning commença la construction d’un presbytère en face de l’église. Le père Hamilton le termina et en 1890 le transporta à l’arrière de l’église. Il n’existe plus présentement.
Devant l’église se trouve la pierre tombale de Marie (Babin) Surette, qui a été longtemps considéré comme la dernière survivante des exilés de 1755 retournés en Acadie.

## Architecture
La simplicité des lignes architecturales de l’église Saint-Joseph et la domination de l’arc en plein-cintre dans la construction extérieur mène à croire qu’il s’agit d’architecture romane. Cependant à l’intérieur, il y a un mélange entre deux types d’architecture : l’arc-ogive surmonte les portes alors que c’est l’arc en plein cintre qui relie les colonnes.

## Organisation
Le conseil paroissial, sous la présidence de Chester Muise, veille au bon fonctionnement de la paroisse et de l'Église. 
Un comité pastoral est responsable de la liturgie (les messes, les fêtes spéciales, les événements organisés par l’église, etc.) et des sacrements (le mariage, les funérailles, la première communion et les baptêmes) pour l'église Sainte-Famille et Saint-Joseph.